# Mylabris uhagonii
El Mascaflor Ibérico (Mylabris uhagonii) es una especie de coleóptero polífago de la familia Meloidae endémico de la península ibérica. Está pendiente de ser declarando oficialmente extinto, ya que el último ejemplar fue recogido en 1956.

## Características
Como otros miembros de la familia Milabris, los uhagonii tienen un tamaño entre 13 y 16 milímetros y élitros amarillo-anaranjados con 4 a 6 manchas negras, siguiendo un patrón habitual de 2/1/2 o de 1/1/2, sin lúnula apical. Se distingue por su tegumento de color azul o verde metálico, especialmente brillante por su parte inferior, estar recubierto por pelos largos de color claro, y por sus antenas largas, no tan ensanchadas en el extremo como las de los demás milábrinos y con dimorfismo sexual. Su aspecto es similar al Mylabris hieracii, siendo fácil distinguirlos por la ausencia de lúnula apical (mancha negra en el extremo de los élitros). 
Fue descrito por el zoólogo Francisco de Paula Martínez Sáez en su charla de enero de 1873 titulada "Datos sobre algunos coleópteros de los alrededor de Cuenca" basada en especímenes recogidos en los alrededores de Cuenca capital, y posteriormente incluida en Anales de la Sociedad Española de Historia Natural. El nombre Uhagonii es un epónimo de Serafín Uhagon, fundador y mecenas de la sociedad. 
Como otros coleópteros de la familia Meloidae, segregan una toxina conocida como cantaridina, una sustancia viscosa parecida al aceite, que en el pasado fue empleada en la medicina popular como antiespástico, abortivo o afrodisíaco.

## Distribución
Estos coleópteros son endémicos de la península Ibérica y prefieren sitios soleados y con muchas flores ya que se alimentan de polen. 
Fueron bastante comunes hasta el principio del siglo XX, pero hoy se creen extintos. El testigo más relevante de su existencia es una caja entomológica con algo más de 200 ejemplares que se conserva en el Museo Nacional de Ciencias Naturales. Algo más de la mitad de los ejemplares (118) fueron colectados en once localidades de la Comunidad de Madrid y la mayoría de las capturas se restringen al período entre 1906 y 1916; el último ejemplar fue colectado en Getafe en 1956, y el resto fueron todos recogidos antes de 1940.
A día de hoy existen varias iniciativas para tratar de localizar algún ejemplar o bien solicitar la declaración oficial de Extinción por parte de la Unión Internacional para la Conservación de la Naturaleza.